# Helicidae
Gli Elicidi (Helicidae Rafinesque, 1815) sono una famiglia di molluschi gasteropodi terrestri.

## Descrizione
La conchiglia delle diverse specie ha morfologia tendenzialmente globulare. La colorazione varia dal bianco al bruno, con bande di differente colorazione e numero; in alcuni generi, come p.es. Cepaea, può avere colori brillanti, dal giallo al rosa, al verde.
Il mollusco è in grado di ritirarsi all'interno della conchiglia, e, in condizioni ambientali sfavorevoli, può sigillarne l'apertura con un diaframma calcareo.
Il numero di cromosomi aploidi delle diverse specie della famiglia varia da 21 a 30.

## Tassonomia
La famiglia Helicidae è suddivisa in tre sottofamiglie:

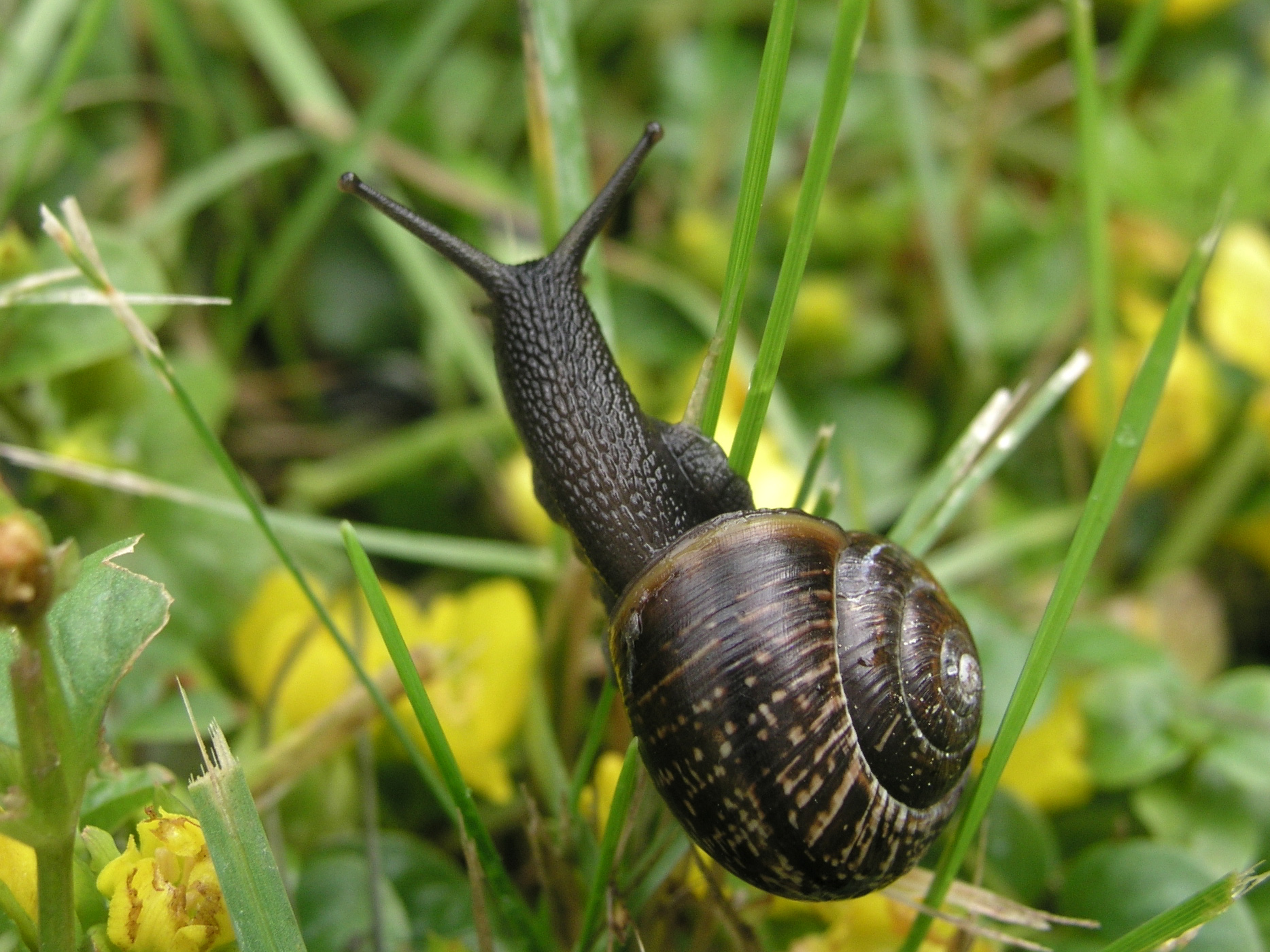
Arianta arbustorum

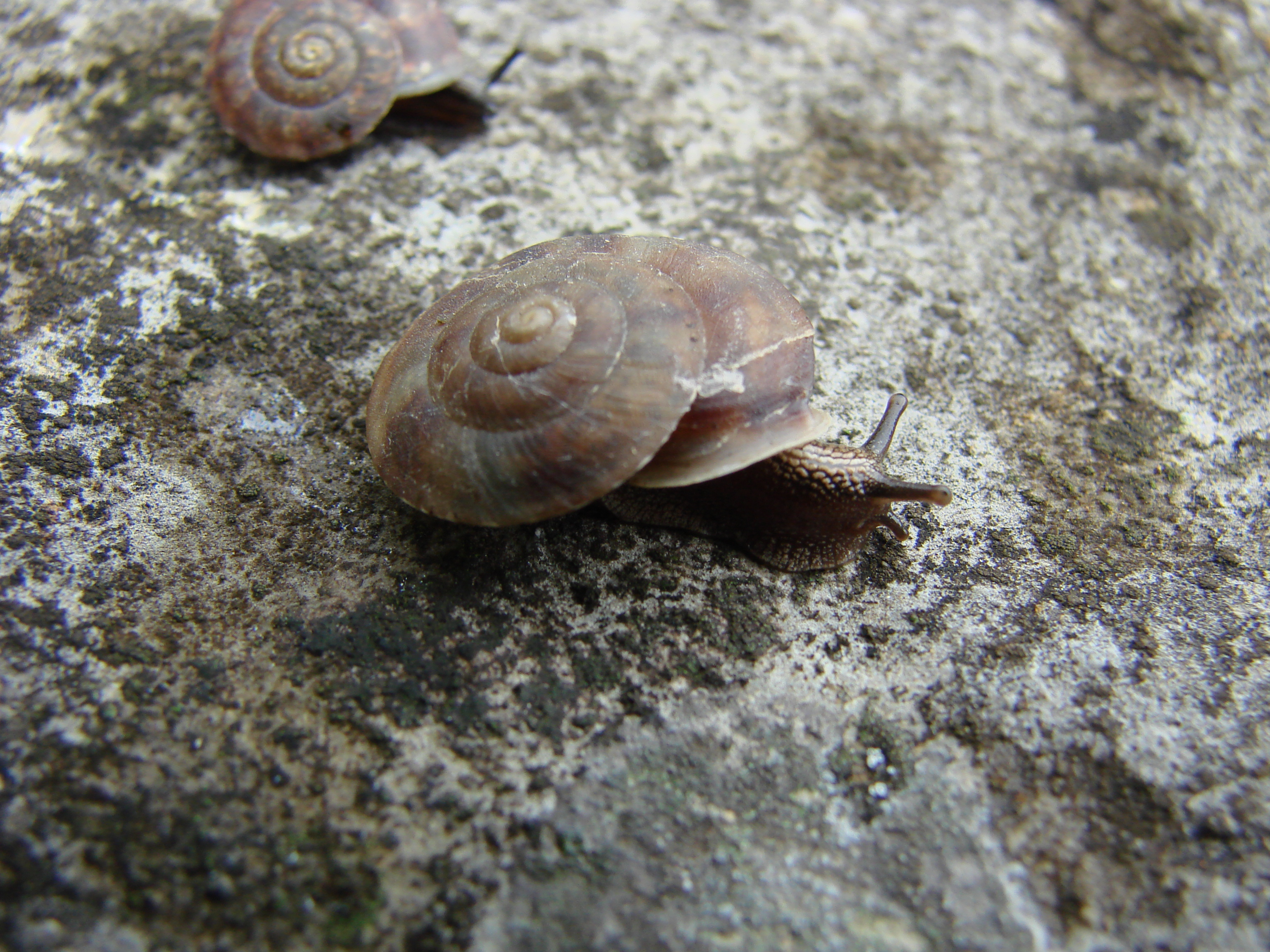
Helicigona lapicida

- Sottofamiglia Ariantinae Mörch, 1864
  - Agalactochilus Kadolsky, H. Binder & Neubauer, 2016 †
  - Arianta W. Turton, 1831
  - Campylaea H. Beck, 1837
  - Campylaeopsis A. J. Wagner, 1914
  - Cattania Brusina, 1904
  - Causa Schileyko, 1971
  - Chilostoma Fitzinger, 1833
  - Corneola Held, 1838
  - Cylindrus Fitzinger, 1833
  - Delphinatia P. Hesse, 1931
  - Dinarica Kobelt, 1902
  - Drobacia Brusina, 1904
  - Faustina Kobelt, 1904
  - Helicigona A. Férussac, 1821
  - Isognomostoma Fitzinger, 1833
  - Josephinella F. Haas, 1936
  - Kollarix Groenenberg, Subai & E. Gittenberger, 2016
  - Kosicia Brusina, 1904
  - Liburnica Kobelt, 1904
  - Mesodontopsis Pilsbry, 1895 †
  - Metacampylaea Pilsbry, 1895 †
  - Paradrobacia H. Nordsieck, 2014 †
  - Pseudoklikia H. Nordsieck, 2018 †
  - Pseudotrizona Groenenberg, Subai & E. Gittenberger, 2016
  - Thiessea Kobelt, 1904
  - Vidovicia Brusina, 1904

- Sottofamiglia Helicinae Rafinesque, 1815
  - Tribù Allognathini Westerlund, 1903
    - Allognathus Pilsbry, 1888
    - Cepaea Held, 1838
    - Hemicycla Swainson, 1840
    - Iberus Montfort, 1810
    - Lampadia Albers, 1854
    - Pseudotachea C. R. Boettger, 1909

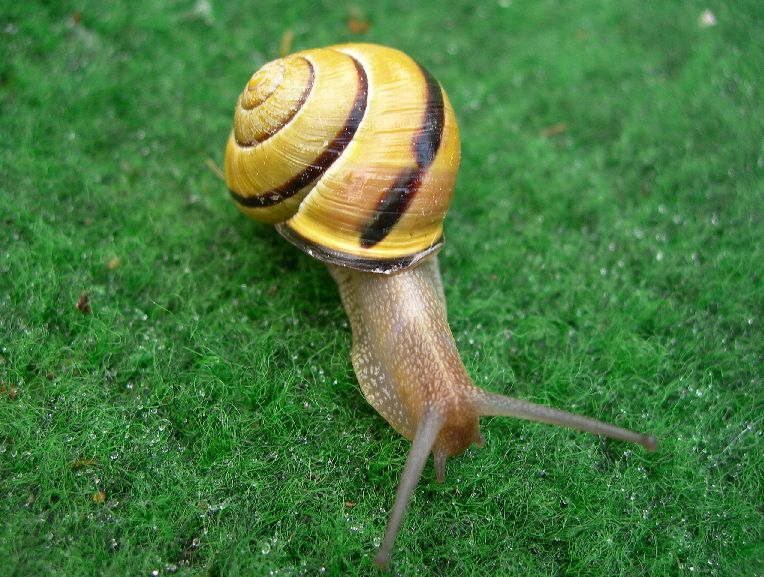
Cepaea nemoralis

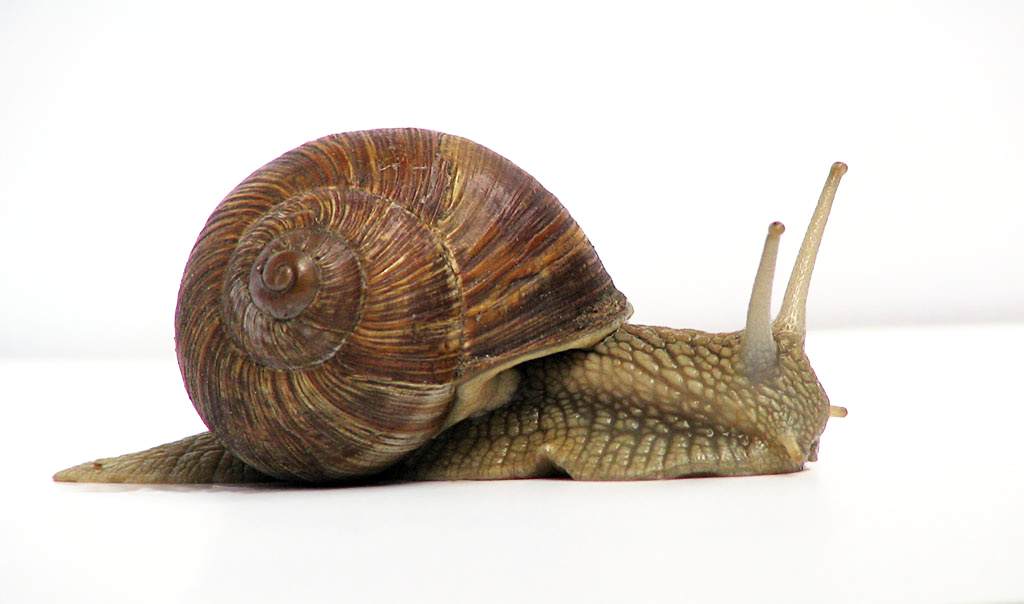
Helix pomatia

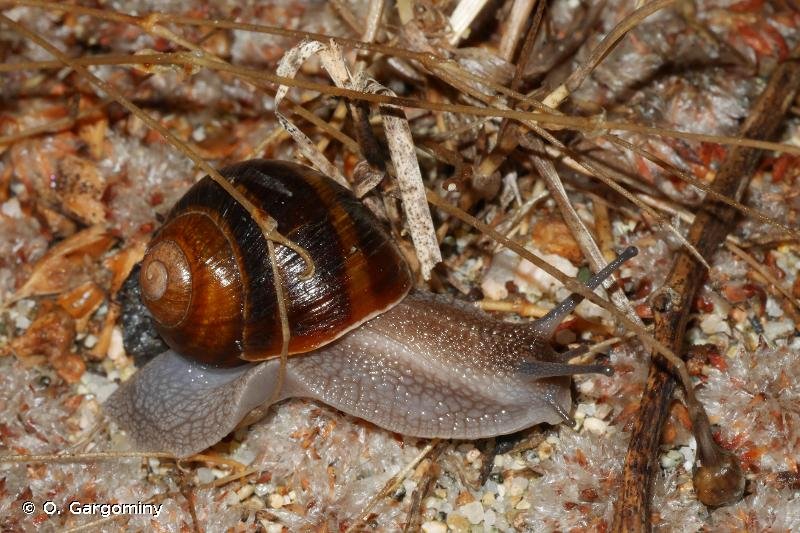
Tyrrhenaria ceratina

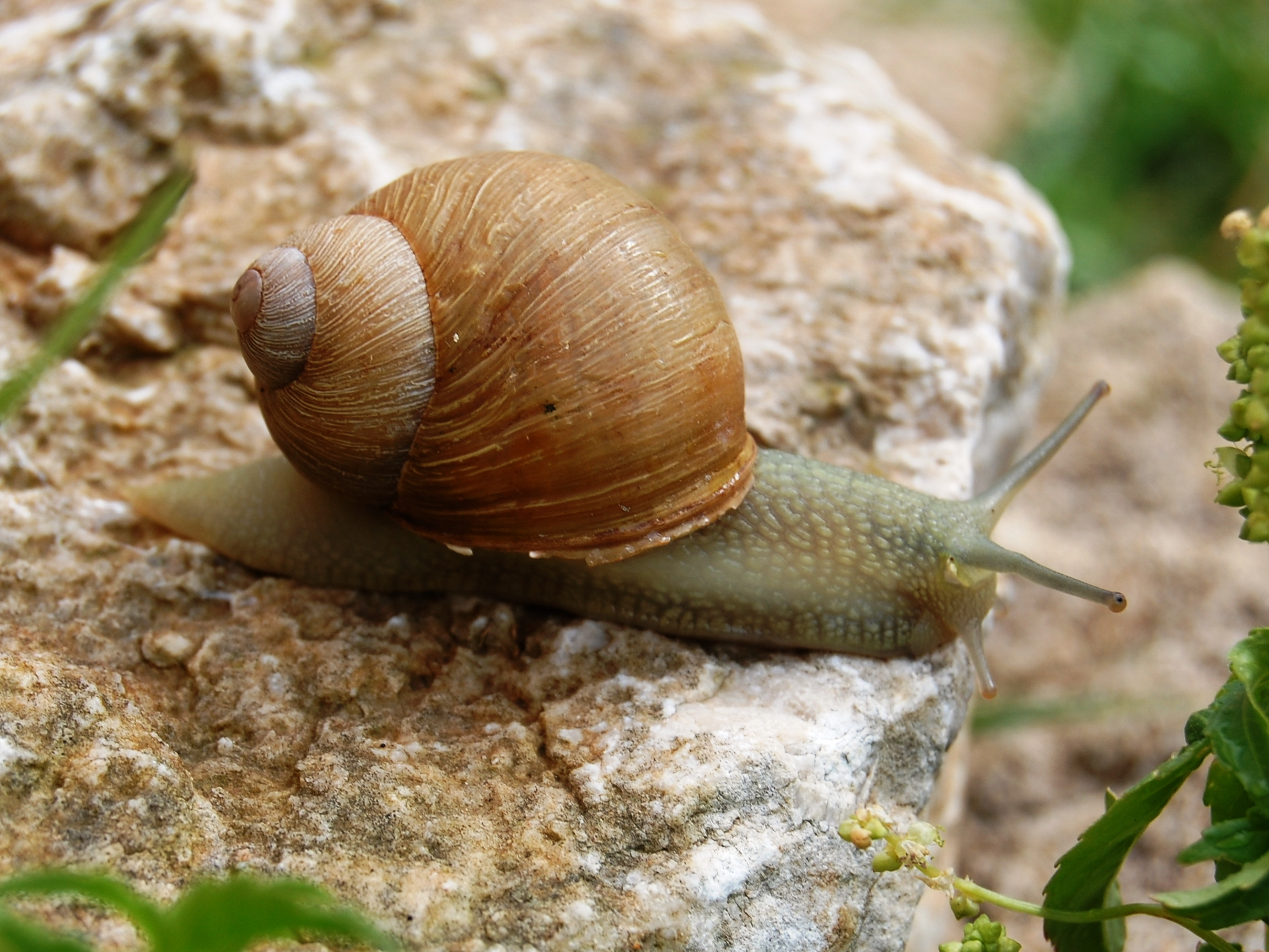
Cornu mazzullii

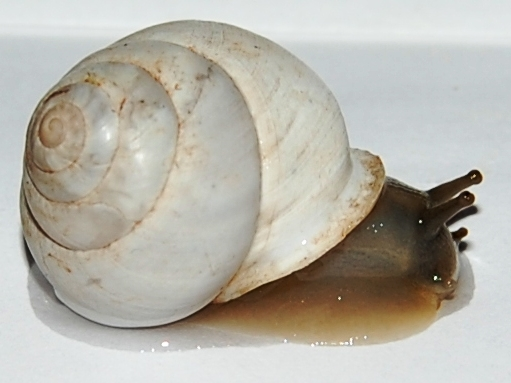
Marmorana sicana

  - Tribù Ereminini D. Holyoak, G. Holyoak, Gómez Moliner & Checa, 2020
    - Eremina L. Pfeiffer, 1855
    - Frechenia Schlickum & Strauch, 1971 †

  - Tribù Helicini Rafinesque, 1815
    - Amanica H. Nordsieck, 2017
    - Caucasotachea C. R. Boettger, 1909
    - Codringtonia Kobelt, 1898
    - Helix Linnaeus, 1758
    - Isaurica Kobelt, 1901
    - Levantina Kobelt, 1871
    - Lindholmia P. Hesse, 1918
    - Maltzanella P. Hesse, 1917
    - Neocrassa Subai, 2005
    - Tyrrhenaria P. Hesse, 1918

  - Tribù Otalini G. Pfeffer, 1930
    - Cantareus Risso, 1826
    - Cornu Born, 1778
    - Eobania P. Hesse, 1913
    - Hessea C.R. Boettger, 1911
    - Idiomela T. Cockerell, 1921
    - Loxana Pallary, 1899
    - Massylaea Möllendorff, 1898
    - Maurohelix P. Hesse, 1917
    - Otala Schumacher, 1817
    - Rossmaessleria P. Hesse, 1907
    - Tingitana Pallary, 1919

  - Tribù Thebini Wenz, 1923
    - Theba Risso, 1826
- Sottofamiglia Murellinae P. Hesse, 1918
  - Macularia Albers, 1850
  - Marmorana Hartmann, 1844
  - Tacheocampylaea Pfeiffer, 1877
  - Tyrrheniberus Kobelt, 1904

## Biologia

### Riproduzione
Gli Helicidae sono ermafroditi, cioè ogni individuo possiede sia organi riproduttivi maschili che femminili; non sono tuttavia in grado di autofecondarsi (ermafroditismo insufficiente).

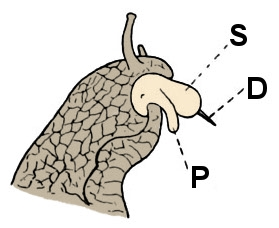
Rappresentazione schematica della testa di Helix pomatia in fase di accoppiamento.
S - sacco del dardo estroflesso
D - dardo
P - pene estroflesso

L'accoppiamento è preceduto da un complesso rituale di corteggiamento, che può durare anche alcune ore e che culmina con la emissione ed il lancio, verso il partner, di un dardo di materiale calcareo, lungo da 5 a 9 mm, ricoperto di muco. Nelle prime fasi del corteggiamento le due chiocciole si "abbracciano", toccandosi con i loro tentacoli, e mordicchiandosi le labbra e l'area del poro genitale, in prossimità del quale si iniziano a palesare i segni di eversione del pene. La progressione del rituale si accompagna ad un aumento della pressione nel seno ematico che circonda la cosiddetta borsa del dardo, che si estroflette anch'essa.  L'"abbraccio" si fa quindi più stringente e nel momento in cui si ha il contatto tra il corpo dell'uno ed il poro genitale dell'altro, si assiste al vero e proprio lancio del dardo, che trafigge le carni del partner. Il significato funzionale di tale fenomeno non è ancora del tutto chiaro. Alcuni studi hanno dimostrato che un rilascio efficace del dardo si associa con un maggiore successo riproduttivo. Osservazioni recenti puntano l'attenzione su sostanze mucose associate al dardo, rivelatesi in grado di stimolare la recettività agli spermatozoi.

Dopo che entrambi i partner hanno scagliato il loro dardo inizia il vero e proprio accoppiamento, con scambio di sperma e reciproca fecondazione.
Pur essendo costantemente a forma di lancia o di arpione, la morfologia del dardo varia da specie a specie e può essere utilizzato come carattere distintivo tra specie simili. 

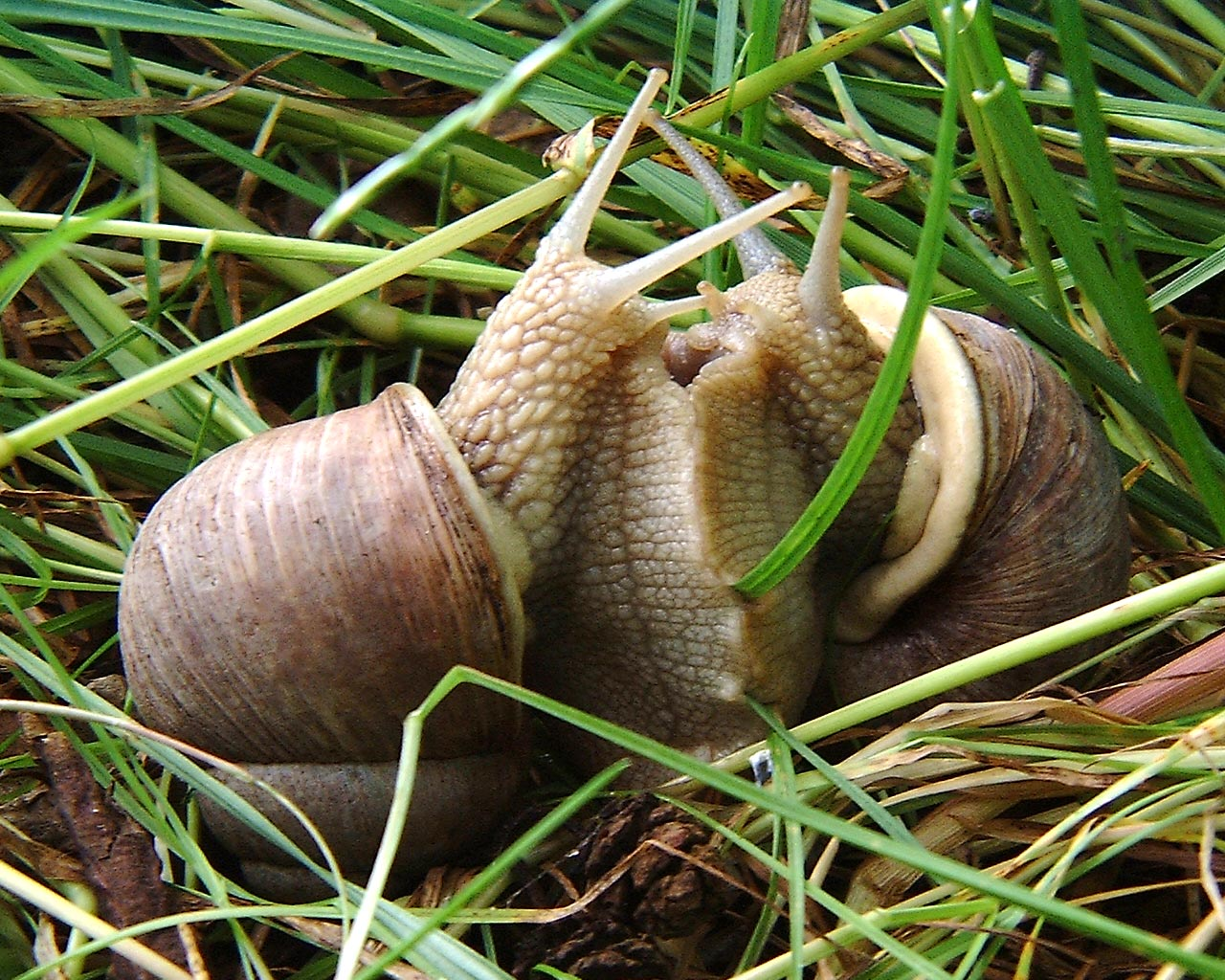
Corteggiamento in una coppia di Helix pomatia

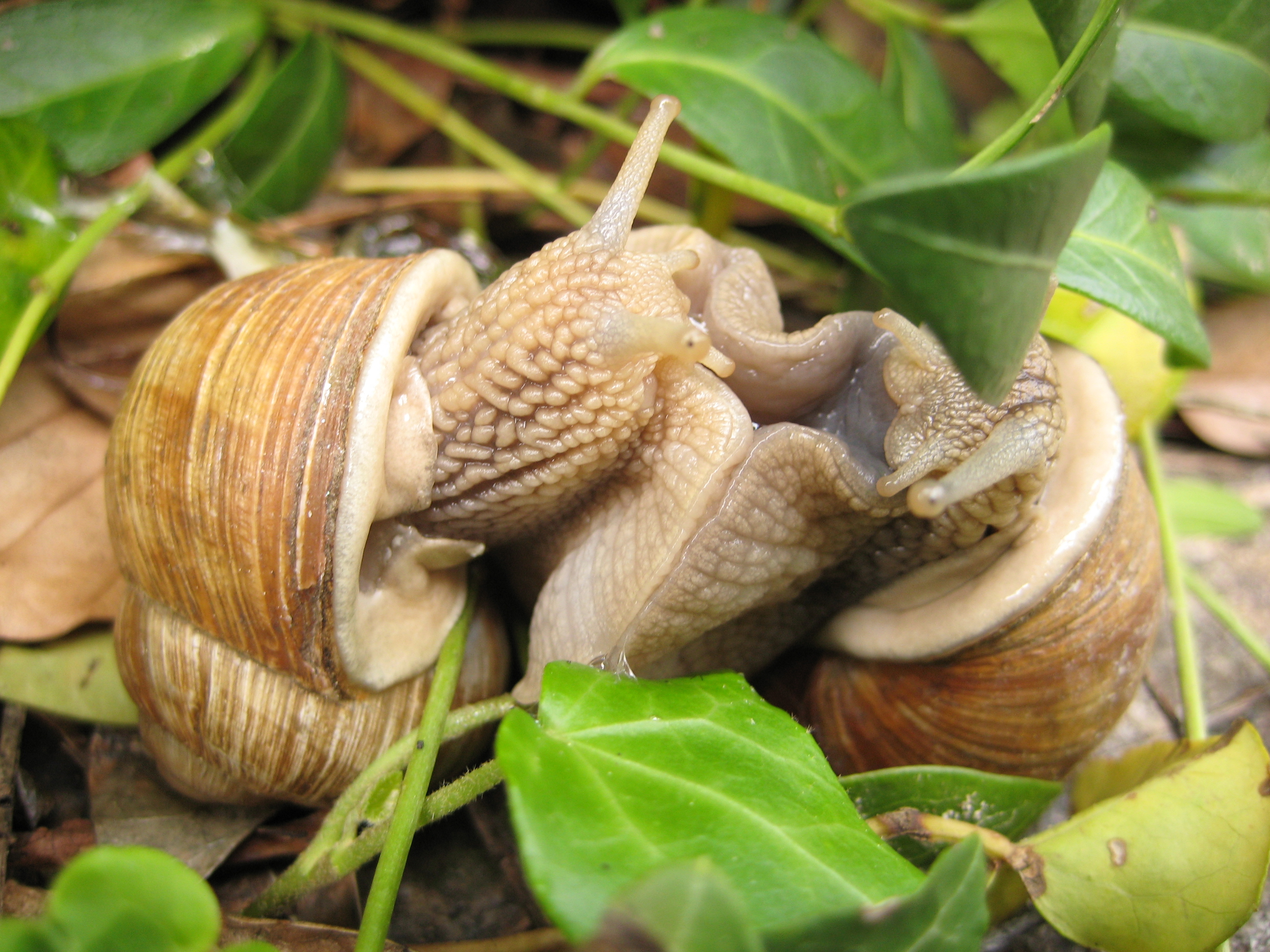

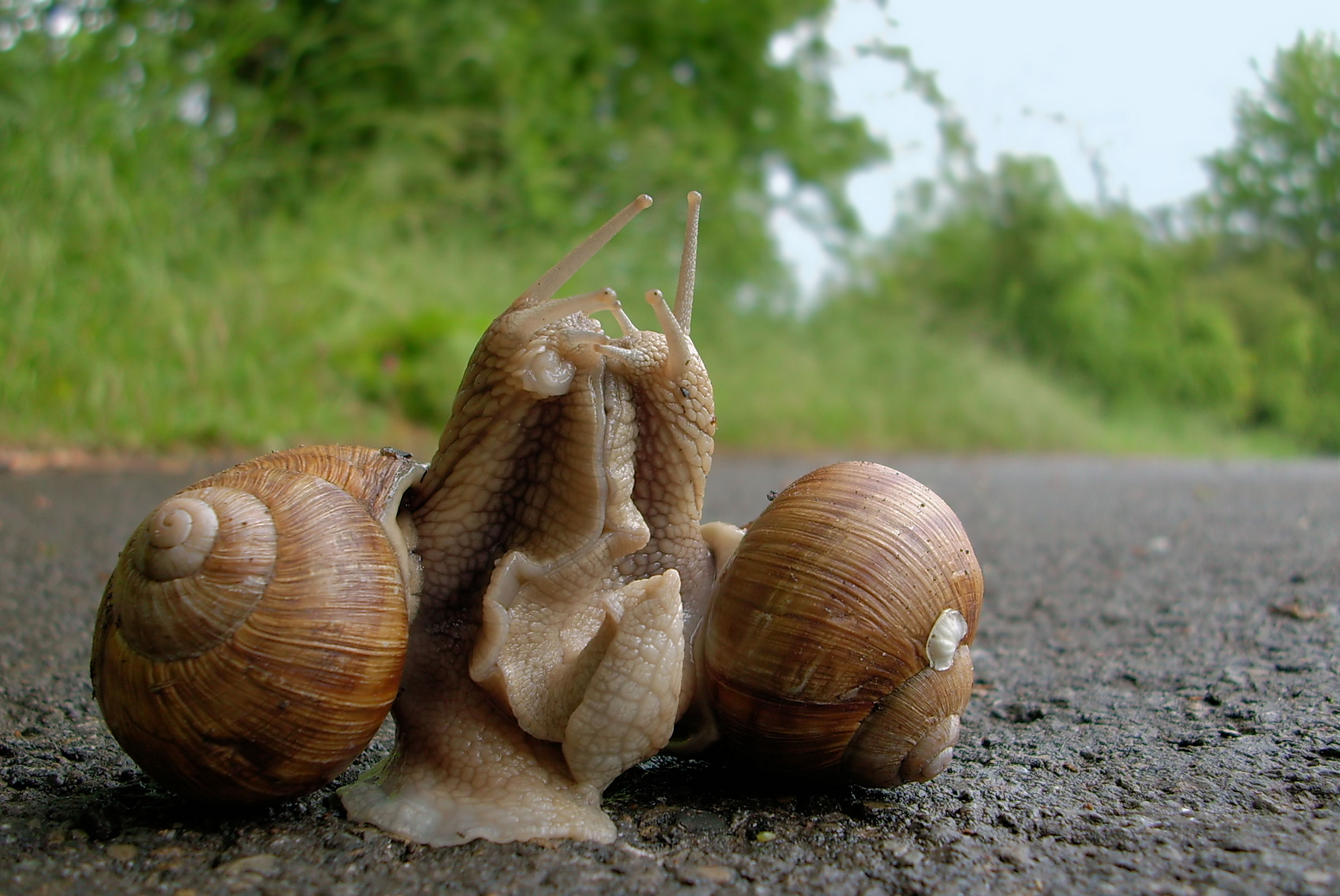

| Morfologia del dardo | Specie                 |
| -------------------- | ---------------------- |
|                      | Arianta arbustorum     |
|                      | Cantareus apertus      |
|                      | Cepaea hortensis       |
|                      | Cepaea nemoralis       |
|                      | Chilostoma planospira  |
|                      | Cornu aspersum         |
|                      | Eobania vermiculata    |
|                      | Helicigona lapicida    |
|                      | Helix lucorum          |
|                      | Helix pomatia          |
|                      | Leptaxis erubescens    |
|                      | Marmorana scabriuscula |
|                      | Marmorana serpentina   |
|                      | Otala lactea           |
|                      | Theba pisana           |

## Distribuzione e habitat
La famiglia Helicidae è diffusa in Europa, in Medio oriente ed in Nord Africa.
Alcune specie, come p.es. Cornu aspersum, sono state introdotte dall'uomo in diversi paesi e si sono naturalizzate.